# Nagurus ziegleri
Nagurus ziegleri là một loài chân đều trong họ Trachelipodidae. Loài này được Schmalfuss miêu tả khoa học năm 1994.